# Raszków (gemeente)
De gemeente Raszków is een stad- en landgemeente in het Poolse woiwodschap Groot-Polen, in powiat Ostrowski (Groot-Polen).
De zetel van de gemeente is in Raszków.
Op 30 juni 2004 telde de gemeente 11 218 inwoners.

## Oppervlakte gegevens
In 2002 bedroeg de totale oppervlakte van gemeente Raszków 134,46 km², waarvan:
- agrarisch gebied: 85%
- bossen: 7%

De gemeente beslaat 11,58% van de totale oppervlakte van de powiat.

## Demografie
Stand op 30 juni 2004:
| Omschrijving                   | Totaal | Totaal | Vrouwen | Vrouwen | Mannen | Mannen |
| ------------------------------ | ------ | ------ | ------- | ------- | ------ | ------ |
| eenheid                        | aantal | %      | aantal  | %       | aantal | %      |
| inwoners                       | 11 218 | 100    | 5623    | 50,1    | 5595   | 49,9   |
| bevolkingsdichtheid (inw./km²) | 83,4   | 83,4   | 41,8    | 41,8    | 41,6   | 41,6   |

In 2002 bedroeg het gemiddelde inkomen per inwoner 1253,23 zł.

## Administratieve plaatsen (sołectwo)
Bieganin, Bugaj, Drogosław, Głogowa, Grudzielec, Grudzielec Nowy, Janków Zaleśny, Jaskółki, Jelitów, Józefów, Koryta, Korytnica, Ligota, Moszczanka, Niemojewiec, Pogrzybów, Przybysławice, Radłów, Rąbczyn, Skrzebowa, Sulisław, Szczurawice, Walentynów.

## Aangrenzende gemeenten
Dobrzyca, Krotoszyn, Ostrów Wielkopolski, Ostrów Wielkopolski, Pleszew

Stad- en landgemeenten:
Nowe Skalmierzyce · Odolanów · Raszków

Landgemeenten:
Ostrów Wielkopolski (regeringsplaats) · Przygodzice · Sieroszewice · Sośnie